# Orazio Benevoli
Orazio Benevoli (ur. 19 kwietnia 1605 w Rzymie, zm. 17 czerwca 1672 tamże) – włoski kompozytor.

## Życiorys
Jego ojciec Robert Venouot był cukiernikiem pochodzącym z Lotaryngii. W latach 1617–1623 Orazio Benevioli był chórzystą rzymskiego kościoła św. Ludwika Króla Francji, gdzie do roku 1620 jego nauczycielem był Vincenzo Ugolini. Od 1624 do 1630 był kapelmistrzem w bazylice Najświętszej Maryi Panny na Zatybrzu, do 1638 był kapelmistrzem i organistą w kościele Santo Spirito in Sassia, a do 1644 był kapelmistrzem w kościele św. Ludwika Króla Francji. Następnie do 1646 pełnił funkcję kapelmistrza w Wiedniu u Leopolda Wilhelma Habsburga. Po powrocie ponownie był kapelmistrzem w bazylice Najświętszej Maryi Panny na Zatybrzu. Następnie zaś, do końca życia, prowadził zespół Cappella Giulia przy bazylice św. Piotra na Watykanie.

## Twórczość
Benevoli cieszył się za życia sławą. W latach 1642–1675 jego utwory ukazały się w ponad 20 antologiach. Większość jego utworów pozostaje w rękopisach. Część kompozycji uznaje się za zaginione lub wątpliwego autorstwa, inne uległy zniszczeniu podczas II wojny światowej. Publikacją kompletu jego dzieł zajmował się L. Feininger.